# Israel i olympiska sommarspelen 1956
Israel deltog i de olympiska sommarspelen 1956 med en trupp bestående av 3 deltagare. Ingen av landets deltagare erövrade någon medalj.